# DUI-Leg og Virke
Landsforbundet DUI-Leg og Virke er en selvstændig, idébetonet børne-, ungdoms- og familieorganisation, der bygger på arbejderbevægelsens værdier og grundholdninger. DUI-LEG og VIRKE har pr. 2021 3.000 danske børn, unge og deres familier som medlemmer fordelt på 40 lokalafdelinger landet over.

## Arbejdsområde
DUI-LEG og VIRKEs mål er – gennem en række aktiviteter – at give børn og unge mulighed for selvstændig udvikling i respekt for og i samarbejde med andre mennesker.
Målsætningen er dybest set uændret siden DUI-LEG og VIRKE blev stiftet af tjeneren Louis Florin og forfatter og folketingsmedlem A.C. Meyer i 1905.
Arbejdet og samværet bygger på en grundlæggende respekt for de svageste i samfundet og DUI har bevidst lagt afstand til det militære præg, der findes i andre børnebevægelser.
Foruden lejrliv og møder deltog DUI også tidligt i internationalt børnearbejde og har gennem flere årtier indtaget en særstilling i Danmark. Tilknytningen til Socialdemokratiet har altid været relativt løs og i virkeligheden mere præget af et tilknytningsforhold til den samlede arbejderbevægelse.

## Historie
Det oprindelige navn fra 1905: De Unges Idræt.
I 1968 føjede DUI "LEG og VIRKE" til sit navn, og har siden udviklet sig til en børne-, ungdoms- og familieorganisation med mange forskellige fritidsaktiviteter.
Siden 2007 har DUI haft børneambassadører, som er aktive i politik. Ved folketingsvalget i 2011 blev to af disse børneambassadører valgt til Folketinget. De daværende Høng og Slagelse afdelingers børneambassadør Rasmus Horn Langhoff blev valgt i Kalundborgkredsen mens Munkebos børneambassadør Jan Johansen blev valgt i Nyborgkredsen. Alle de børneambassadører, der i forvejen sad i Folketinget opnåede genvalg. Det drejer sig om Helle Thorning-Schmidt, Mette Frederiksen, Morten Bødskov, Nick Hækkerup, John Dyrby Paulsen, Benny Engelbrecht, Henrik Dam Kristensen, Kirsten Brosbøl og Mogens Jensen.

## LandsBørneUdvalget
DUI-LEG og VIRKE har siden 1998 (vedtægtsbestemt af Landsmødet i 2001) haft et LandsBørneUdvalg (LBU), der er talerør for organisationens medlemmer mellem 6-14 år. Udvalget har desuden til opgave at arrangere aktiviteter for børn i denne aldersgruppe.

## LandsUngdomsUdvalget
DUI-LEG og VIRKE har udover LandsBørneUdvalget også et LandsUngdomsUdvalg, der er talerøret for organisationens medlemmer mellem 14-22 år. Udvalget har til opgave at arrangere 2 ungdomstræf om året. Desuden sørger de også for aktiviteter på organisationens landslejre.